# Якутия в Великой Отечественной войне
Якутия в силу своей географической отдаленности не вела боев на своей территории в ходе Великой Отечественной войны, но предоставляла для поддержки фронта солдат и ресурсы.

## Предвоенное состояние
Якутия встретила Великую Отечественную войну как Якутская АССР с относительно небольшим населением — 419 тыс. чел.(1941).

## Солдаты из Якутии
В 1941—1944 годах из ЯАССР призвано 59 238 человек (из них 418 женщин). В 1941 г. из ЯАССР было призвано в РККА 16 964 чел., в том числе из
- Якутска — 4050 чел.,
- Сунтарского района — 580,
- Нюрбинского — 380,
- Верхневилюйского — 320,
- Вилюйского — 320,
- Намского — 401,
- Орджоникидзевского — 443,
- Горного — 395,
- Кобяйского — 290,
- Якутского — 341,
- Таттинского — 315,
- Усть-Алданского — 564,
- Амгинского — 553,
- Мегино-Кангаласского — 998,
- Чурапчинского — 356,
- Ленского — 893[2]

Также в первые дни войны в ней приняли участие несколько тысяч уроженцев Якутии, проходивших военную службу, учившихся, работавших в западных регионах СССР. Было мобилизовано почти всё военнообязанное население Республики. За все годы войны было призвано на фронт 62 тысячи якутов, около 15 % от её населения. Общие безвозвратные потери солдат-якутян за все время войны составили от 32 до 49 (в тыс. чел.). Гражданские потери в тылу от болезней, голода, несчастных случаев, миграции, снижения рождаемости, составили от 40 тысяч до 121 тысяч человек. Суммарно безвозвратные людские потери среди якутян составили от 72 до 170 тысяч человек.
Якутяне участвовали почти во всех стратегически значимых операциях в ходе Великой Отечественной войны: в обороне Москвы, Ленинграда, в Сталинградской битве, в битве на Курской дуге и Освобождении стран Европы. Якутяне служили во всех родах войск РККА. Звания Героя Советского Союза удостоены 24 уроженца Якутии. Различными орденами и медалями награждены больше 10 тысяч солдат из ЯАССР. Наградой «Снайпер РККА» были награждены около 100 воинов-якутян. За 1941—1945 года было подготовлено 1174 медсестры и 1860 сандружинниц.

## Военная экономика Якутии
В Якутии экономика была быстро перестроена на военные рельсы. Большинство рабочих мест в Республике заняли женщины, на 1 января 1944 года из всех работающих 46,1 % составляли женщины, а именно:
- в пищевой промышленности — 71,6 %.
- на предприятиях цветной металлургии — 34,4 %.
- производстве стройматериалов — 52,9 %.
- лесной промышленности — 57,0 %.
- рыбной — 38,6 %.

На предприятиях угольной и золотой промышленности был введен 10-тичасовой рабочий день. Летом горняки работали 7 дней в неделю по 12 часов в сутки. добыча слюды-флогопита составляла больше 2000 тонн в год. Была налажена добыча и поставка стратегически ценного исландского шпата и пьезооптических минералов. В 1944-м году Якутия поставила СССР более 25 % общесоюзной добычи горного хрусталя — стратегически важного сырья. Промышленность республики освоила выпуск около 80 новых видов изделий, ранее завозившихся из европейских областей СССР. Были открыты новые предприятия, из них самые известные:
- Якутский стекольный завод.
- Эге-Хайская обогатительная фабрика.
- Пеледуйский солезавод.
- Кемпендяйский солезавод.
- Джебарики-Хаинский угольный рудник.

В 1941-м году открыли 163 производственные точки. В 1945-м году в Республике насчитывалось: 4253 промышленных предприятий (из них 144 относились к крупной промышленности, 4109 — к мелкой.). К 1945-му году валовая продукция промышленности ЯАССР увеличилась по сравнению с довоенными годами в 2,2 раза, а именно:
- продукция цветной металлургии — в 1,5 раза.
- угольной — в 2.
- машиностроения и металлообработки — в 2,8.
- выработка электроэнергии — в 1,5 раза.
- пищевой промышленности — на 33 %.

За все заслуги в годы ВОВ двум городам Якутии, Якутску (2022) и Алдану (2021), присвоили почётное звание «Город трудовой доблести».
Непригодных к военной службе мужчин и женщин отправляли строить пристани и аэродромы, на грузопогрузки в порт Тикси, в угольные шахты в Сангаре, на рыбозаводы, на аэрогеодезические и геологические работы, в леспромхозы Олёкминского и Ленского районов.

## Рыбный промысел
В начале войны были захвачены основные рыбопромысловые районы СССР, поэтому добыча было организована в восточных регионах, в их числе была и Якутия. Рыбу ловили в устьях таких рек, как: Индигирка, Лена, Яна, на побережье моря Лаптевых. Было создано 34 рыболовецких колхоза, 240 рыболовецких бригад, 4 новых рыбозавода было построено в Якутии. В работе на промыслах привлекались 6046 депортированных спецпоселенцев, в основном депортированные литовцы, финны-ингерманландцы, немцы. Также в рыбодобыче приняли участие 4988 переселенных колхозников из Чурапчинского улуса. В Заполярье было выловлено около 40 тысяч тонн рыбы(из них около 10 тысяч поставлено на фронт). Всего за всё время войны было сдано государству больше 400 тысяч тонн рыбы, что почти в четыре раза больше, чем за довоенные пять лет.

## Поставки Ленд-лиза через Якутию
Через Якутию приходил воздушный путь Аляска-Сибирь (сокр.: Ал-Сиб)? по которому США поставляли СССР поставки по Ленд-лизу.

## Сельское хозяйство и охота
В связи с войной и потерей большой части плодородной территории страны, началось увеличение посевных площадей на территории Дальнего Востока и Северной Сибири. В 1942-м году в ЯАССР посевы зерновых увеличились на 16,4 %. в том числе: овощей на 3,7 %, картофеля на 50,4 %. Из-за призыва большего числа колхозников на работу в промышленности и транспорте, количество рабочих в колхозах сократилось на 41 % в 1944 по сравнению с довоенным периодом. Из-за засухи, которая распространилась почти на все главные земледельческие и животноводческие районы, на грани кризиса оказалось полеводство, низкий урожай трав стал угрожать животноводству в Якутии. В 1941 в результате засухи было уничтожено около 12 % посевов зерновых культур, а в 1942-м — 32 %. В Чурапчинском, Мегино-Кангаласском, Усть-Алданском, и Амгинском улусах Якутии пострадал урожай почти всех зерновых культур. Это вызвало голод среди населения некоторых улусов Якутии, поднялась смертность от недоедания и болезней, вызванных голодом. В этих условиях на фронт было отправлено: 12 203 тонн мяса и других продуктов, 313 тонн зерна. Многие охотники перевыполняли свои нормы в 6-8 раз. В Якутии была введена карточная система на продукты различного типа карточек, такие как: «Рабочие», «Служащие», «Иждивенцы», «Дети». Зимой с 1942 на 1943 годы в сельской местности начался голод, так как у сельчан не было карточек и магазинов, а «паспортная» система не позволяла сельчанам уходить в город, сельское хозяйство в Якутии было не развито.

## Болезни
Во время войны обострились инфекционные заболевания: дифтерия в 1,5 раза, скарлатина в 2 раза, цинга в 9 раз, тиф в 3 раза, краснуха в 3 раза, значительно увеличилось распространение туберкулеза.

## Заготовка пушнины
В годы войны в Якутии увеличилась добыча пушнины — источника денежных средств для фронта. Только в первые 2,5 года войны было сдано на нужды государства следующие количество шкур:
- 275 тысяч — шкур горностая.
- 13 тысяч — шкур обыкновенной лисицы.
- 40 тысяч — шкур белого песца.
- свыше 1 тысячи шкур соболя.

Всего в военное время Республика поставила в валютный фонд СССР пушнины на 78 млн рублей (из них в особый фонд Верховного Главнокомандования — 9 млн рублей).

## Финансовая помощь
В годы войны в Якутии не редкими стали добровольные пожертвования на фронт. Сумма собранных денег составила 380,660 млн рублей, Часть этих деньги пошла на постройку танковых колонн «Советская Якутия», «Алданский горняк», истребитель «Комсомолец Джугджура», эскадрилью «Советский полярник», санитарные самолёты «Медицинский работник». Государству было сдано 553 кг драгоценных металлов, на фронт отправлено 367 тысяч комплектов тёплых вещей, 4 эшелона продовольственных товаров. Населению районов, освобождённых от немецкой оккупации, было передано 3 583 млн рублей, 62600 штук одежды, более 23 тысяч лошадей, десятки тысяч пудов зерна, мяса, рыбы.

## Якутяне, внёсшие вклад в победу в ВОВ
В 1941-1945-х годах на территории Якутской АССР проживало много деятелей науки, искусства, живописи, культуры, которые внесли свой вклад в победу СССР в Великой Отечественной войне.

### Деятели науки
Деятели науки, которые повлияли на победу СССР в Великой Отечественной войне, некоторые из них: ботаник М. Н. Караваев нашел местный заменитель ваты, А. Д. Егоровым разработан способ изготовления казеинового клея. Биологи Якутии являются авторами работ по сбору и применению лекарственных растений. В 1943 году было создано Якутское отделение Всесоюзного НИИ озёрного и рыбного хозяйства (абр.: ВНИИОРХ) которое начало изучение рыбных ресурсов низовьев и дельты реки Лены. Якутские ученые участвовали в проектировании и строительстве аэродромов на Чукотке и Якутии, свой вклад внесли и сотрудники Институт мерзлотоведения имени В. А. Обручева АН СССР. после окончания войны большая часть учёных-мерзлотоведов получили медаль «За доблестный труд в годы Великой Отечественной войны». Начальник станции Вавел Иванович Мельников в 1945-м году награждён орденом Красной Звезды.

### Поэты и писатели Якутии в годы ВОВ.
Писателями Якутии в годы ВОВ издано более 80 книг, из них:
- сборники стихотворений «На защиту солнечной страны» С. Р. Кулачикова,
- «Сердце солдата» Т. Е. Сметанина,
- «Якуты на войне» М. Н. Тимофеева-Терёшкина,
- поэма «Клятва» С. С. Васильева,
- драма «Сайсары» Д. К. Сивцева

Стихотворения «Лыжная» И. Д. Винокурова, «Капитан Гастелло» и «Акулина» С. Р. Кулачикова стали популярными песнями в Якутии.
Из-за того, что большое количество артистов было призвано на фронт, состав Якутского и Русского драматических театров уменьшился наполовину. Поэтому театры были объединены в один Русско-драматический, в котором работали актёры из обоих театров. В театре ставили спектакли на военную тему: «Фронт» А. Е. Корнейчука, «Кузнец Кюкюр» Д. К. Сивцева, «Русские люди» К. М. Симонова. Одной из самых успешных была музыкальная драма «Нюргун Ботур» (1940). В честь сотого показа драмы в 1943 году Якутский музыкально-драматический театр собрал 158 300 рублей для создания танка «Нюргун Боотур». В 1942 году работники театра внесли крупную сумму на создание эскадрильи самолётов «Советский артист». В начале 1943 года театр внес в фонд обороны 132 тысячи рублей.